# Sidney Beauclerk
Sidney Beauclerk (27 février 1703-23 novembre 1744) est un homme politique et un aristocrate britannique. Il est un petit-fils du Roi Charles II et Nell Gwynne.

## Biographie
Il est le cinquième fils du 1er duc de Saint-Albans et son épouse Diana de Vere, il fait ses études au Collège d'Eton avant d'entrer à Trinity College, Oxford (MA).
Lord Sidney est élu au Parlement en 1733, comme député de Windsor. Il hérite en 1737, à Windsor des domaines de Richard Topham situés dans et autour de Old Windsor.
Admis au Conseil Privé en 1740, Beauclerk est nommé vice-chambellan de la maison plus tard dans l'année.
Le 9 décembre 1736, il épouse Marie, fille et héritière de Thomas Norris, de Speke, dans le Lancashire; Lord et Lady Sidney Beauclerk ont un fils unique, Topham Beauclerk qui épouse Lady Diana Beauclerk.